# Phép chia

Có 20 quả táo chia thành 4 phần bằng nhau. Mỗi phần có 20 : 4 = 5 (quả táo).

Trong toán học, đặc biệt là trong số học sơ cấp, phép chia (tiếng Anh: Division) thường được biểu thị bằng dấu ":", "/" hoặc "÷" là một phép toán số học. Cụ thể, nếu b nhân c bằng a, viết là:
{\displaystyle a=b\times c}
trong đó b không phải là số không, thì a chia b bằng c, viết là:
{\displaystyle a:b=c}
Ví dụ, 
{\displaystyle 6:3=2}
bởi vì
{\displaystyle 3\times 2=6}
Trong biểu thức trên, a gọi là số bị chia, b là số chia và c gọi là thương.
Khái niệm phép chia có liên quan đến khái niệm phân số. Không giống như phép cộng, phép trừ và phép nhân, tập hợp số nguyên không đóng trên phép chia. Kết quả của phép chia hai số nguyên có thể trả về phần dư. Để tiếp tục thực hiện phép chia cho phần dư, hệ thống số cần được mở rộng thêm với phân số hoặc số hữu tỉ.

## Ký hiệu
Phép chia thường được biểu diễn trong đại số và khoa học bằng cách đặt số bị chia trên số chia với một dòng kẻ ngang đặt giữa chúng, còn được gọi là vinculum hay thanh phân số. Ví dụ, a chia b được viết là
{\displaystyle {\frac {a}{b}}}
Có thể đọc là "a bị chia bởi b", "a chia cho b", "a trên b" hay "a phần b". Một cách để biểu diễn phép chia trên cùng một dòng là viết số bị chia (còn gọi là tử số), rồi dấu gạch chéo, rồi số chia (còn gọi là mẫu số) như sau:
{\displaystyle a/b\,}
Đây là cách thông thường để biểu diễn phép chia trong hầu hết ngôn ngữ lập trình của máy tính bởi vì nó có thể dễ dàng gõ thành một loạt các ký tự với bảng mã ASCII.
Trong bản in, người ta còn sử dụng một dạng biểu diễn giữa hai cách này, đó là sử dụng dấu gạch chéo nhưng viết số bị chia lên trên và số chia ở dưới:
{\displaystyle {}^{a}\!/{}_{b}}
Bất kỳ dạng nào ở trên đều có thể sử dụng để biểu diễn một phân số. Phân số là một dạng biểu diễn phép chia trong đó số bị chia (tử số) và số chia (mẫu số) đều là số nguyên.
Ngoài ra, một cách thông thường trong số học (không dùng dạng phân số) để thể hiện phép chia là sử dụng dấu obelus (dấu chia), ví dụ như:
{\displaystyle a\div b}
Dạng này không được sử dụng thường xuyên ngoại trừ số học sơ cấp ở các quốc gia như Anh hay Mỹ. Tiêu chuẩn ISO 80000-2-9.6 khuyến cáo không nên sử dụng dạng này. Ở các nước như Ý, Nga, Ba Lan và Việt Nam, ký hiệu này thường được dùng trong kỹ thuật để biểu thị một khoảng giá trị. Một số quốc gia châu Âu khác (như Na Uy) sử dụng dấu này để chỉ phép trừ (chủ yếu trong các văn bản hành chính). Dấu obelus được giới thiệu bởi nhà toán học Johann Rahn vào năm 1659 trong sách Teutsche Algebra.:211 Dấu này khi sử dụng một mình thì nhằm để biểu diễn phép toán chia, ví dụ như biểu tượng phép chia trên máy tính bỏ túi.
Trong tiếng Việt hay một số quốc gia có ngôn ngữ khác tiếng Anh, dấu hai chấm được sử dụng - "a chia cho b" được viết là
{\displaystyle a:b}
Ký hiệu này được đưa ra vào năm 1631 bởi William Oughtred trong quyển Clavis Mathematicae và sau đó được phổ biến bởi Gottfried Wilhelm Leibniz trong quyển Acta eruditorum (1684).:295 Leibniz không thích việc sử dụng hai dấu khác nhau cho hai khái niệm phép chia và tỉ số. Tuy nhiên trong tiếng Anh, cách sử dụng dấu hai chấm thường chỉ được dùng để diễn giải khái niệm tỉ số.
Trong toán học sơ cấp, ký hiệu {\displaystyle b)~a} or {\displaystyle b){\overline {~a~}}} được sử dụng để biểu thị a bị chia bởi b. Ký hiệu này lần đầu được giới thiệu bởi Michael Stifel trong Arithmetica integra, xuất bản năm 1544.

## Tính chất
- Số nào chia cho 1 cũng bằng chính số đó.

{\displaystyle a:1=a}
- Số nghịch đảo của số a (khác 0) là 1 chia cho a và ngược lại. Hai số nghịch đảo của nhau khi nhân với nhau thì bằng 1.

{\displaystyle a\times {\frac {1}{a}}=1\,(a\neq 0)}
- 0 chia cho số nào khác 0 thì bằng 0.

{\displaystyle 0:a=0\,(a\neq 0)}
- Không có phép chia cho 0. Nói chính xác, các phép chia cho 0 được coi là không xác định (undefined).
  - Riêng phép chia {\displaystyle 0:0}, khi nó là hình thức của một giới hạn, nó là một hình thức không xác định (indeterminate form).
- Tính chất phân phối: Phép chia có tính phân phối phải, không có tính phân phối trái với phép cộng (trừ).

{\displaystyle {\frac {a_{1}\pm a_{2}\pm ...\pm a_{n}}{b}}={\frac {a_{1}}{b}}\pm {\frac {a_{2}}{b}}\pm ...\pm {\frac {a_{n}}{b}}(b\neq 0)}
tuy nhiên {\displaystyle {\frac {b}{a_{1}\pm a_{2}\pm ...\pm a_{n}}}\neq {\frac {b}{a_{1}}}\pm {\frac {b}{a_{2}}}\pm ...\pm {\frac {b}{a_{n}}}}. Ví dụ {\displaystyle {\frac {12}{2+4}}={\frac {12}{6}}=2}, nhưng {\displaystyle {\frac {12}{2}}+{\frac {12}{4}}=6+3=9}.

## Tính toán

### Phương pháp thủ công

#### Chia đoạn
Phép chia thường được biết tới thông qua khái niệm "chia đều" một tập hợp, ví dụ như chia kẹo thành những phần bằng nhau. Cách phân chia một số vật cho mỗi phần theo từng vòng dẫn tới cách "chia đoạn", nghĩa là chia bằng cách lặp lại phép trừ. Ví dụ trong phép chia {\displaystyle 20:4}
, ta bắt đầu với số 20 rồi trừ mỗi lần 4 đơn vị, để về lại số 0:
{\displaystyle 20-4=16}
{\displaystyle 16-4=12}
{\displaystyle 12-4=8}
{\displaystyle 8-4=4}
{\displaystyle 4-4=0}
Cần thực hiện 5 phép trừ, vậy {\displaystyle 20:4=5}.

#### Đặt tính
Cách chia có hệ thống và hiệu quả hơn (nhưng cũng mang tính hình thức và gò ép hơn, và khó thấy được một cách tổng quan về ý nghĩa của phép chia) được thực hiện thông qua bảng cửu chương với phép chia ngắn nếu số chia nhỏ. Phép chia dài được sử dụng cho số chia lớn hơn. Nếu số bị chia có phần lẻ phân số không chia hết (còn gọi là phần thập phân), ta có thể tiếp tục phép chia tới khi đạt được độ chính xác mong muốn. Nếu số chia chứa phần lẻ thập phân, ta dịch phần thập phân qua phải 1 đơn vị cho cả số bị chia và số chia rồi thực hiện phép chia như cách trên cho tới khi không còn phần lẻ nữa. Phương pháp này phổ biến trên toàn thế giới.
- Ở Tây Ban Nha, Ý, Pháp, các vùng nói tiếng Pháp của Canada, Bồ Đào Nha, Litva, Rumani, Thổ Nhĩ Kỳ, Hy Lạp, Bỉ, Belarus, Ukraina và Nga, cũng như Iran, Việt Nam và Mông Cổ, một phép chia thường được đặt tính với số bị chia viết bên trái, số chia viết bên phải và hai số được phân tách bởi một gạch dọc; thương số viết dưới số chia và được phân tách bởi một gạch ngang. Ví dụ, phép chia 127 : 4 được trình bày như sau:

```
    127 |
4    

   −
12
  |31,75 (12 : 4 = 3)
     07        (hạ chữ số 7)
    −
 4
        (7 : 4 = 1 dư 3)
      30       (đánh dấu phẩy ở thương, hạ chữ số 0)
     −
28
       (30 : 4 = 7 dư 2)
       20      (hạ chữ số 0)
      −
20
      (20 : 4 = 5)
        0          
```

Cách tính được trình bày như sau:
1. Lấy (bộ) số ngắn nhất đầu tiên trong số bị chia mà chia được cho số chia. Ở đây vì 1 không chia được 4 nên ta lấy 12 chia 4 được 3; 3 nhân 4 bằng 12; 12 trừ 12 còn 0.
2. Hạ chữ số tiếp theo xuống. Ở đây ta hạ 7; 7 chia 4 được 1; 1 nhân 4 bằng 4; 7 trừ 4 còn 3.
3. Nếu chia hết phần số nguyên mà muốn chia tiếp, ta phải đánh dấu thập phân ở thương số và hạ một số 0 ở phần chia. Ở đây ta hạ 0; 30 chia 4 được 7; 7 nhân 4 bằng 28; 30 trừ 28 còn 2.
4. Hạ tiếp một số 0; 20 chia 4 được 5; 5 nhân 4 bằng 20; 20 trừ 20 còn 0. Kết quả là 31,75.

- Ở Cộng hòa Síp và Pháp, một cách viết thông dụng hơn là kẻ gạch dọc trải suốt chiều dài bài toán.

```
    127  |
4    

   −
12
   |31,75
     07  |
    −
 4
  |
      30 |
     −
28
 |
       20|
      −
20
|
        0|
```

- Ở Áo, Đức và Thụy Sĩ, phép chia được viết gọn lại nhưng thực hiện tương tự:

```
    127 : 4 = 31,75
   −
12

     07
     −
4

      30
     −
28

       20
      −
20

        0
```

Cách viết này cũng được sử dụng ở Đan Mạch, Na Uy, Bungari, Bắc Macedonia, Ba Lan, Croatia, Slovenia, Hungary, Cộng hòa Séc, Slovakia, Việt Nam và Serbia.
- Ở Hà Lan (và Mỹ vào các thập niên 19 và đầu 20)[3], cách viết sau được sử dụng:

```
   12 / 135 \ 11,25         
        
12

         15
         
12

          30
          
24

           60
           
60

            0
```

- Ở các nước nói tiếng Anh (kể cả các vùng ở Ấn Độ) cùng Trung Quốc, Nhật Bản và Hàn Quốc, một cách trình bày khác được sử dụng: số bị chia được viết bên phải số chia, phân tách bởi một dấu ngoặc; thương số được viết trên số bị chia; phân tách bởi một gạch ngang. Khi hạ các số 0 mới ở phần thập phân để chia, ta thường cũng viết các số 0 đó ở trên số bị chia. Chú ý rằng ở đây dấu chấm được dùng làm dấu thập phân.

```
    
  31.75
     
   4)127.00
     
12
        
      07        
       
4
                                                    
       3.0     
       
2.8
      
         20    
         
20
    
          0
```

- Ở các nước Mĩ Latinh (trừ Argentina, Bolivia, México, Colombia, Paraguay, Venezuela và Brazil), cách trình bày tương tự như ở Áo, Đức hay Thụy Sĩ, chỉ khác là dấu "÷" được dùng làm dấu chia.

```
    127 ÷ 4 = 31,75
    
12

     07
      
4

      30
      
28

       20
       
20

        0
```

- Ở México, cách viết tiếng Anh được sử dụng, tuy nhiên phần trừ lấy số dư được tính nhẩm - chỉ có các số dư và số hạ được viết ra.

```
    
  31.75
     
   4)127.00        
      07      (12 - 12 = 0)                                        
       3.0    (7 - 4 = 3) 
         20   (30 - 28 = 2)
          0
```

- Ở Bolivia, Brazil, Paraguay, Venezuela, Colombia, Peru, (México, Uruguay và Argentina), cách viết châu Âu được sử dụng nhưng thương số không bị gạch dọc phân tách:

```
    127 |
4    

   −
12
   31,75  
     07        
    −
 4
      
      30       
     −
28
       
       20     
      −
20
      
        0
```

- Ở Phần Lan, cách viết châu Âu kể trên được thay thế bằng cách viết tiếng Anh vào những năm 1970. Tuy nhiên vào những năm 2000, một số sách giáo khoa đã chuyển sang sử dụng cách viết của Đức vì nó bảo toàn thứ tự số bị chia : số chia.[4]

### Các dụng cụ khác
Người ta có thể tính chia với bàn tính bằng cách lặp lại đặt số bị chia trên bàn tính, trừ số chia với vị trí của mỗi chữ số trong kết quả, đếm số lượng phép chia có thể tại mỗi vị trí.
Người ta có thể sử dụng bảng lôgarit để chia hai số bằng cách trừ lôgarit của hai số đó, sau đó tra bảng lôgarit ngược của hiệu số.
Người ta có thể tính chia với thước trượt bằng cách canh số chia trên vạch đo C với số bị chia trên vạch đo D. Thương số được đọc trên vạch đo D tại vị trí ngay hàng với lề trái của vạch đo C. Tuy nhiên, người sử dụng phải tự tính nhẩm phần thập phân.

### Sử dụng máy tính
Những máy tính hiện đại ngày nay có thể thực hiện tính chia bằng những phương pháp nhanh hơn cả phép chia dài: xem Thuật toán phép chia.
Trong đồng dư số học, khi một số có nghịch đảo nhân mô-đun, ta có thể thực hiện phép chia với số này bằng cách nhân với nghịch đảo nhân của nó. Phương pháp này rất hữu ích trong máy tính không hỗ trợ phép chia nhanh.

## Phép chia phân số
- Muốn chia hai phân số, ta lấy phân số thứ nhất nhân với phân số thứ hai đảo ngược (hay nghịch đảo của phân số thứ hai).

{\displaystyle {\frac {a}{b}}:{\frac {c}{d}}={\frac {a}{b}}\times {\frac {d}{c}}={\frac {ad}{bc}}\,(b\neq 0;c\neq 0;d\neq 0)}
- Muốn chia một số nguyên cho một phân số, ta lấy số nguyên nhân với phân số đảo ngược.

{\displaystyle a:{\frac {c}{d}}=a\times {\frac {d}{c}}={\frac {ad}{c}}\,(c\neq 0;d\neq 0)}
- Muốn chia một phân số cho một số nguyên, ta giữ nguyên tử số và nhân mẫu số với số nguyên đó.

{\displaystyle {\frac {a}{b}}:c={\frac {a}{bc}}\,(b\neq 0;c\neq 0)}